# Cherokee (Oklahoma)
Cherokee és una població dels Estats Units a l'estat d'Oklahoma. Segons el cens del 2000 tenia 1.630 habitants.

## Demografia
Segons el cens del 2000, Cherokee tenia 1.630 habitants, 709 habitatges, i 450 famílies. La densitat de població era de 431,1 habitants per km².
Dels 709 habitatges en un 28,9% hi vivien nens de menys de 18 anys, en un 53,7% hi vivien parelles casades, en un 7,5% dones solteres, i en un 36,5% no eren unitats familiars. En el 34,8% dels habitatges hi vivien persones soles el 19,7% de les quals corresponia a persones de 65 anys o més que vivien soles. El nombre mitjà de persones vivint en cada habitatge era de 2,26 i el nombre mitjà de persones que vivien en cada família era de 2,93.
Per edats la població es repartia de la següent manera: un 24,6% tenia menys de 18 anys, un 6,3% entre 18 i 24, un 23,3% entre 25 i 44, un 22,8% de 45 a 60 i un 23,1% 65 anys o més.
L'edat mediana era de 42 anys. Per cada 100 dones de 18 o més anys hi havia 90,8 homes.
La renda mediana per habitatge era de 29.010 $ i la renda mediana per família de 34.934 $. Els homes tenien una renda mediana de 25.263 $ mentre que les dones 16.759 $. La renda per capita de la població era de 16.163 $. Entorn del 10,5% de les famílies i el 13,7% de la població estaven per davall del llindar de pobresa.

## Poblacions més properes
El següent diagrama mostra les poblacions més properes.